# Tianjin FAW Xiali Automobile

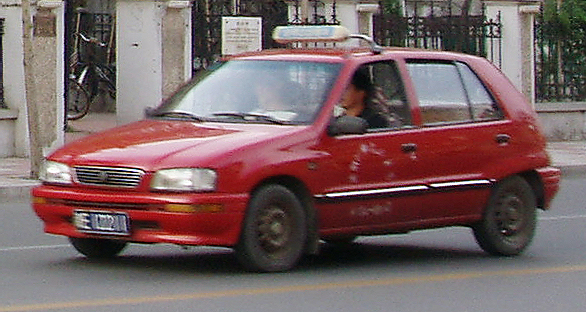
FAW Tianjin Xiali TJ 7101

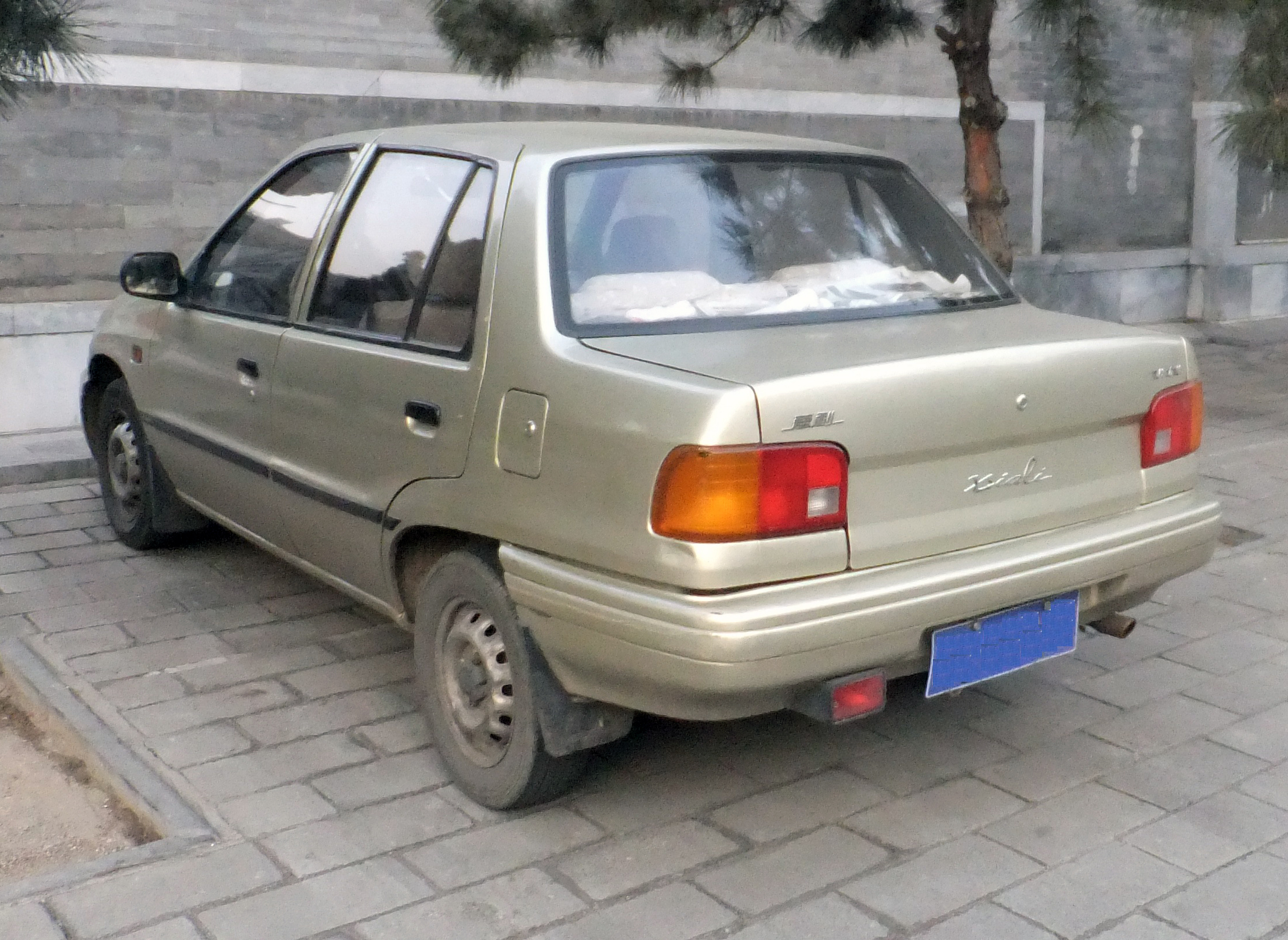
FAW Tianjin Xiali TJ 7101 U mit Stufenheck

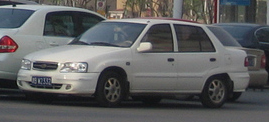
FAW Tianjin Xiali Shenya

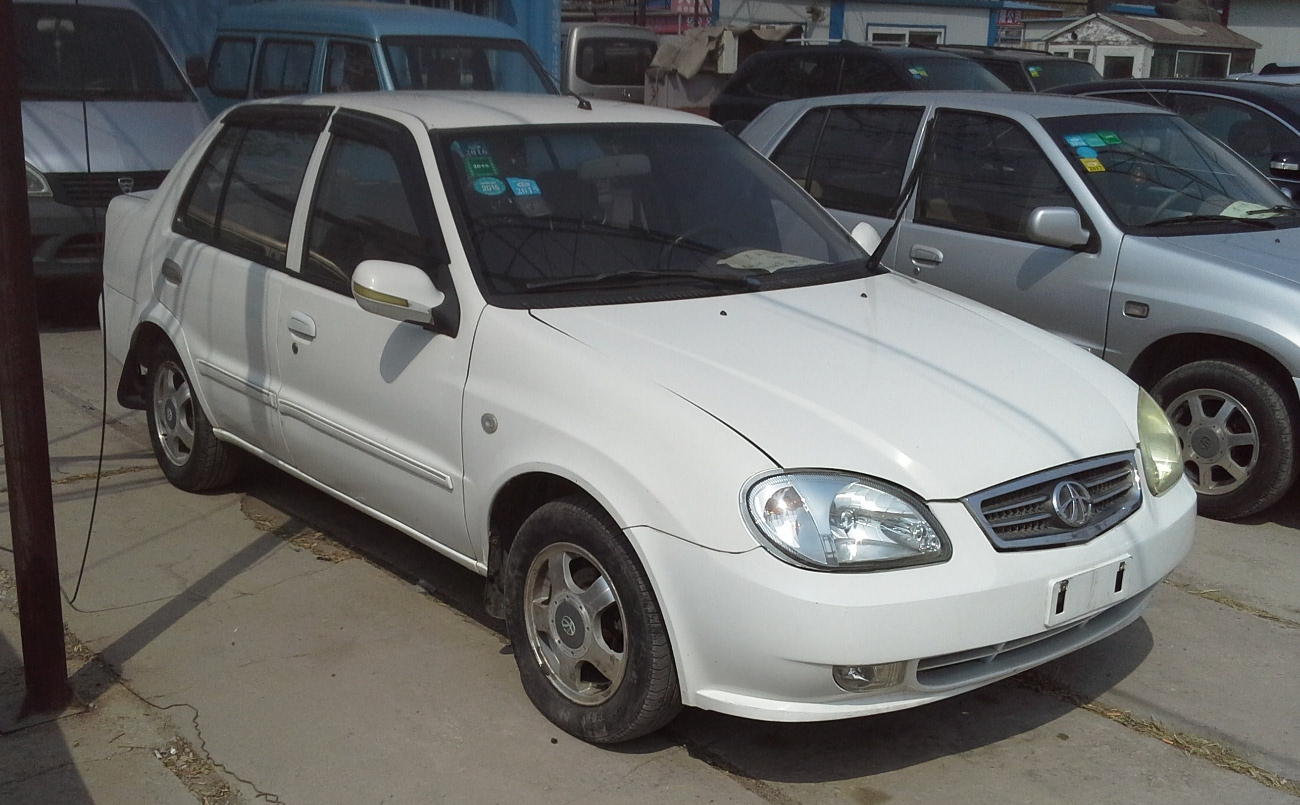
FAW Tianjin Xiali N 3

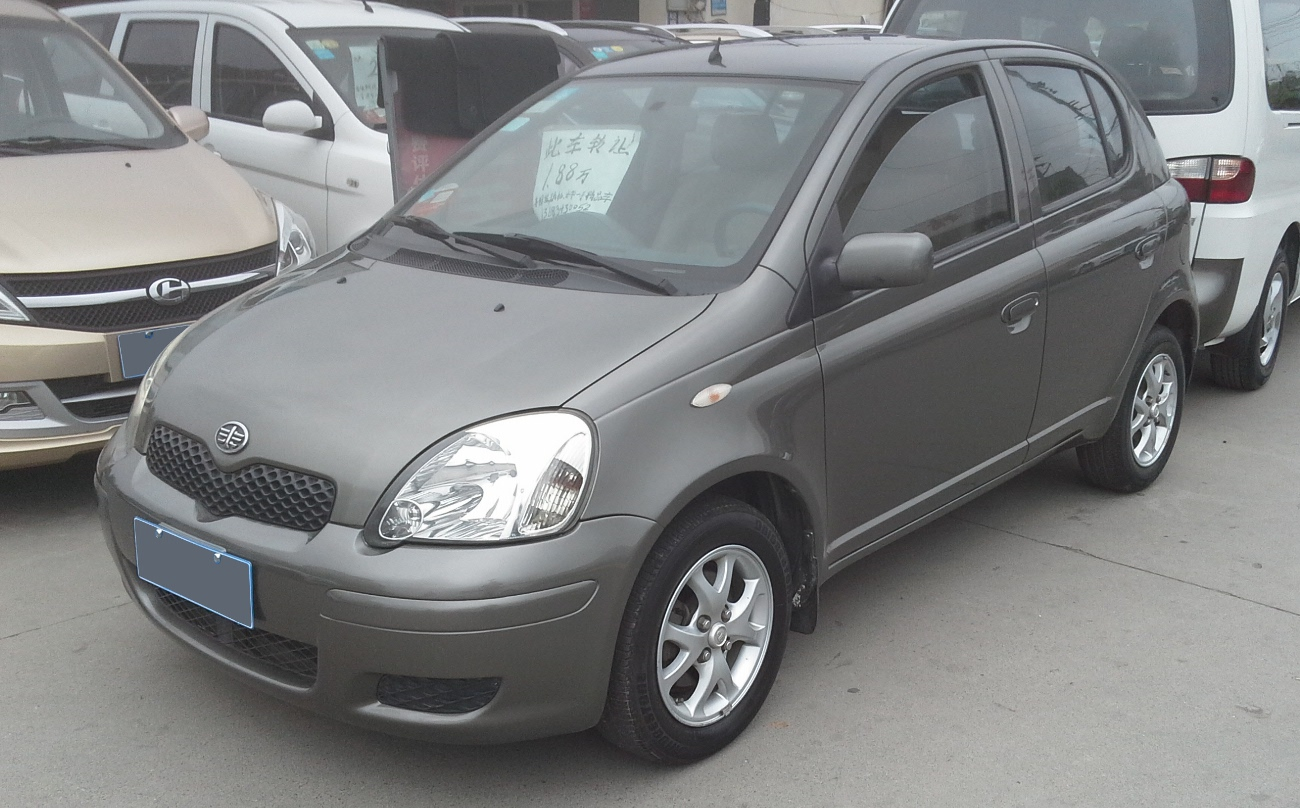
FAW Tianjin Vizi

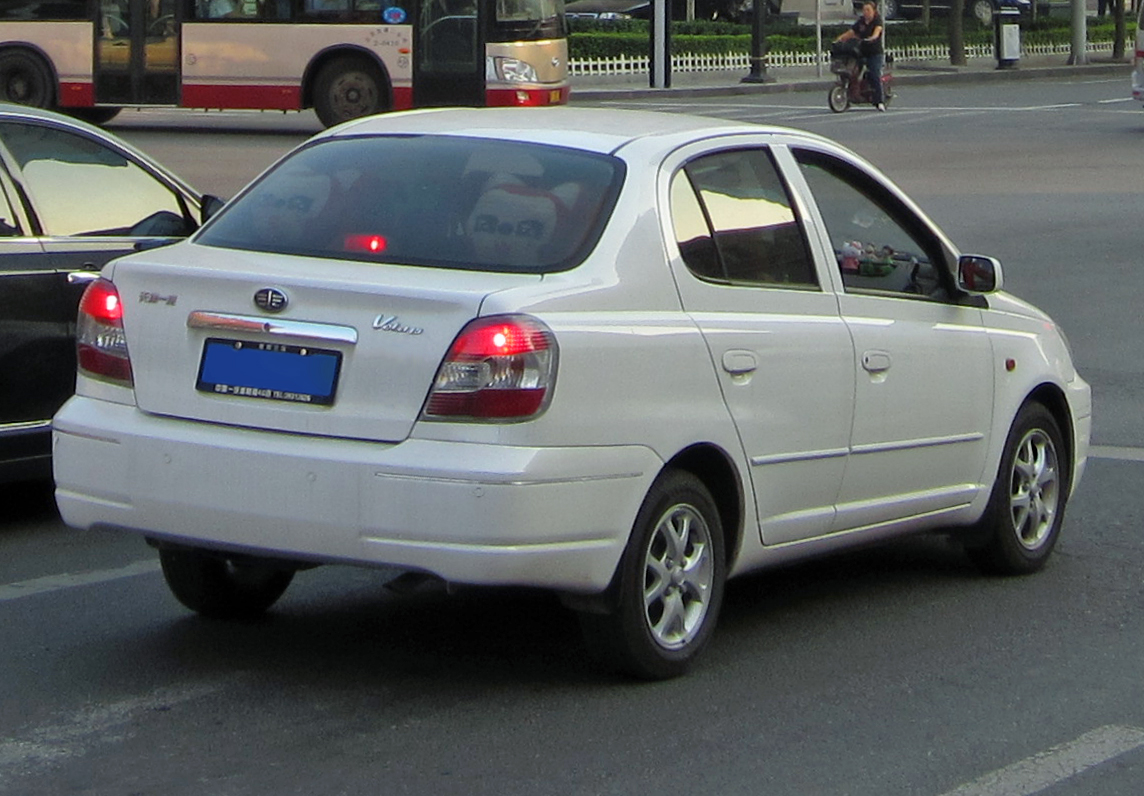
FAW Tianjin Vela

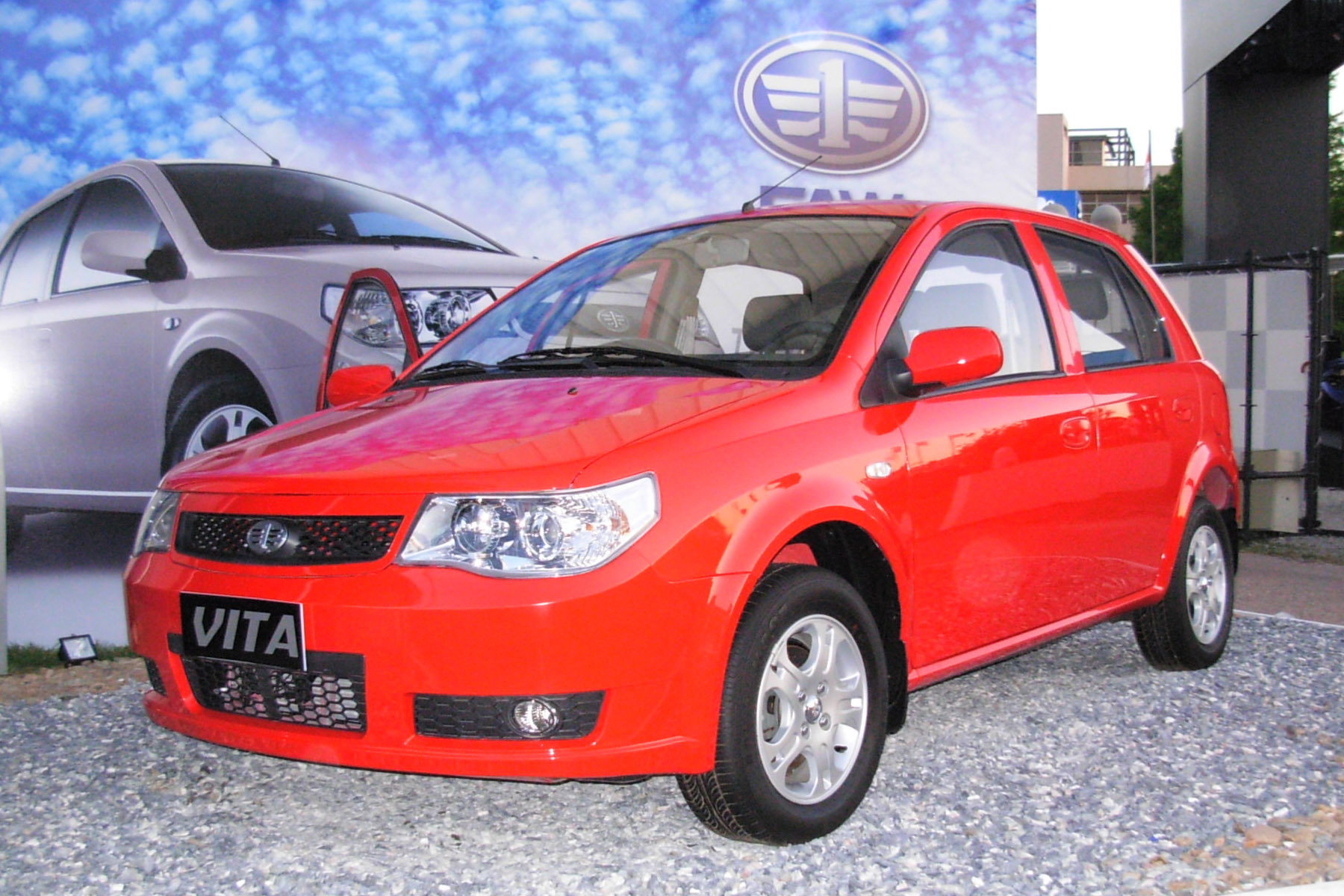
FAW Tianjin Vita

Tianjin FAW Xiali Automobile war ein chinesischer Automobilhersteller mit Sitz in Tianjin.

## Vorgeschichte
Ab 1965 oder eher gab es Tianjin Auto Works mit der Marke Tianjin. Darauf folgten 1986 oder 1987 Tianjin Mini Auto Works und 1997 Tianjin Automotive Xiali mit der Marke Xiali.

## Geschichte
2002 übernahm China FAW Group Tianjin Automobile Xiali und wählte die neue Firmierung Tianjin FAW Xiali Automobile. Als Gründungsdatum gilt jedoch der 28. August 1997. Die Produktion von Automobilen wurde fortgesetzt, allerdings jetzt unter dem Markennamen FAW (für First Automotive Works) mit dem Anhängsel Tianjin und der Modellbezeichnung Xiali für einige Modelle.
2020 erfolgte die Übernahme durch Future Mobility Corporation, Hersteller von Fahrzeugen der Marke Byton.

## Modellübersicht
Die Xiali-Modellreihe basierte auf dem Daihatsu Charade. Die Typenbezeichnungen TJ 7101, TJ 7111, TJ 7131 und TJ 7141 sind überliefert. Einige Fahrzeuge hatten ein Schrägheck, andere ein Stufenheck. Außerdem entstanden Fahrzeuge nach einer Lizenz der Toyota Platz und Toyota Vitz. Genannt werden Wizi als CA 7106 und CA 7136 und Vela als CA 7156. Dies betrifft den Zeitraum bis einschließlich Modelljahr 2005.
Für das Modelljahr 2008 werden die folgenden Modelle genannt:
- Xiali Junya A+ als TJ 7101, TJ 7111, TJ 7131 und TJ 7141 A auf Basis Daihatsu Charade mit Schrägheck
- Xiali Shenya A+ als TJ 7101 AU, TJ 7111 AU und TJ 7131 AU auf gleicher Basis mit Stufenheck
- Xiali N 3+ als TJ 7101 B, TJ 7111 B, TJ 7131 B, TJ 7131 BU und TJ 7141, der die beiden vorgenannten Modelle ablösen sollte, aber gewisse Zeit parallel produziert wurde (wegen des Endbuchstaben auch B-Serie genannt)
- Vizi (auch Vitz und Weizhi genannt) als CA 7106 und CA 7136 auf Basis des Toyota Yaris
- Vela (auch Weile genannt) als CA 7156 U und CA 7166 als Nachfolger des Yaku
- Weizhi 3 (auch C 1 genannt) als CA 7130, CA 7140, CA 7150 U, CA 7160 und CA 7160 U als Schrägheck und Stufenheck, der 2005 als Prototyp vorgestellt und ab Oktober 2006 produziert wurde
- Vita TFC-M 1 wurde 2008 als Stufenheck vorgestellt und sollte ab 2009 hergestellt werden
- Vita TFC-M 2 war das gleiche Modell mit Schrägheck
- Vita H 1 wurde 2008 als Prototyp mit Stufenheck präsentiert
- Vita W mit Schrägheck wurde im April 2008 vorgestellt und sollte im ersten Halbjahr 2009 in Produktion gehen

2009 erschien der FAW Tianjin Xiali N5 und 2013 der FAW Tianjin Xiali N7.

## Produktionszahlen einiger Modellreihen
Nachstehend die Produktionszahlen einiger Modellreihen sowie die Zeitspanne
| Modellreihe | Bauzeit   | Anzahl Fahrzeuge | Quelle |
| ----------- | --------- | ---------------- | ------ |
| Xiali       | 1997–2007 | 2.215.707        | [ 5 ]  |
| Vizi        | 2003–2013 | 23.064           | [ 6 ]  |
| Vela        | 2004–2013 | 73.761           | [ 7 ]  |
| Vita/Weizhi | 2006–2019 | 292.234          | [ 8 ]  |
| V 2         | 2010–2018 | 56.832           | [ 9 ]  |